# 헴슬리 빌딩

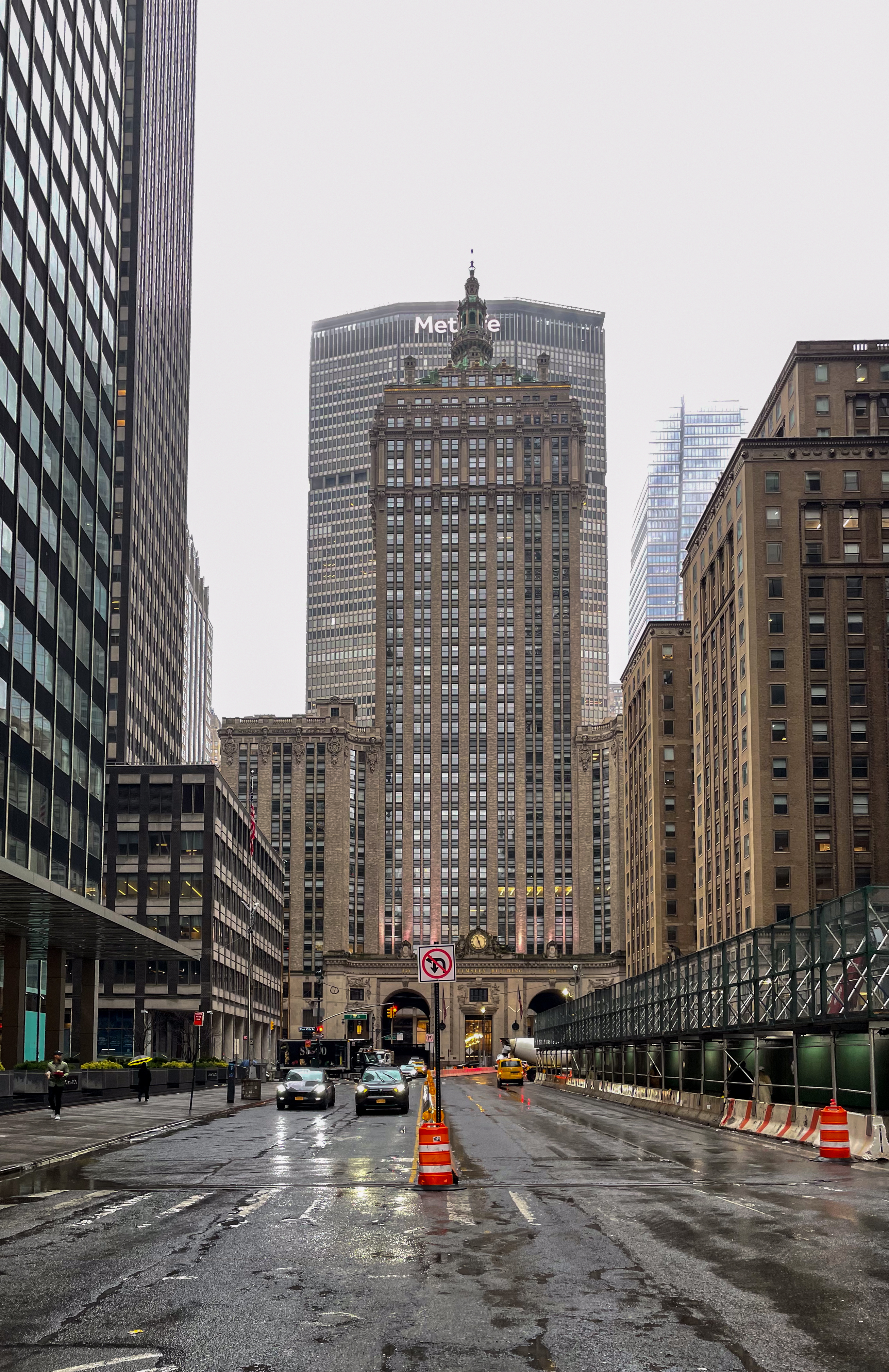
2024년 3월 2일 파크 애비뉴에서 본 헴슬리 빌딩(메트라이프 빌딩을 배경으로)

헴슬리 빌딩(Helmsley Building)은 뉴욕 미드타운맨해튼 인근 그랜드 센트럴 터미널 바로 북쪽, 이스트 45번가와 46번가 사이 파크 애비뉴 230번지에 위치한 35층짜리 초고층 건물이다. 1929년 뉴욕 센트럴 빌딩(New York Central Building)이라는 이름으로 지어졌으며 워렌 & 웨트모어가 보자르 스타일로 디자인했다. 현재 메트라이프 빌딩이 완공되기 전에는 그랜드 센트럴 주변의 "터미널 시티"(Terminal City) 단지에서 가장 높은 구조물이었다.
헴슬리 빌딩은 구조상 차량 통행 기능을 제공한다. 차량은 건물 아래를 통과하는 두 개의 포털을 통해 파크 애비뉴 육교(Park Avenue Viaduct)로 빠져나간다. 건물의 로비는 차량 포털 사이에 있다. 고가교 경사로 옆에는 45번가와 46번가를 연결하는 통로가 있으며 그랜드 센트럴 터미널 입구가 있다. 헴슬리 빌딩의 사무실 공간은 130,000m2(140만 평방피트)이다.
그랜드 센트럴 터미널이 건설되기 전에는 이전 그랜드 센트럴 창고 북쪽 지역이 야외 철도 조차장으로 사용되었다. 선로와 창고는 뉴욕 센트럴 철도(New York Central Railroad)에서 운영했다. 1913년 터미널이 완공된 후, 선로는 터미널 시티 개발의 일환으로 선로 위에 건설된 일련의 건물 아래에 묻혔다. 뉴욕 센트럴 빌딩은 1927년에서 1929년 사이에 철도 건설을 위해 터미널 시티 내에 건설된 마지막 주요 구조물로 건립되었다. 1958년에는 뉴욕 제너럴 빌딩(New York General Building)으로, 1978년에는 헴슬리 빌딩(Helmsley Building)으로 이름이 바뀌었지만 이후에도 소유권이 여러 차례 변경되었다. 건물의 정면과 로비는 1987년에 뉴욕시 지정 랜드마크가 되었다. RXR 리얼티는 2015년부터 이 건물을 소유하고 있다.